# ابرآیکسدورف
ابرآیکسدورف (به آلمانی: Ebreichsdorf) یک شهر در اتریش است که در ناحیه بادن واقع شده‌است. ابرآیکسدورف ۹٬۳۱۴ نفر جمعیت دارد.